# Oriana Altuve
Oriana Yoselyn Altuve Mancilla (Caracas, 3 ottobre 1992) è una calciatrice venezuelana, attaccante del FOMGET e della nazionale venezuelana.

## Palmarès
- Campionato venezuelano femminile: 5

Caracas: 2009, 2009-2010, 2011, 2012, 2014
- Campionato uruguaiano femminile: 1

Colón Montevideo: 2016
- Campionato colombiano femminile: 1

Independiente: 2017
- Campionato turco: 1

FOMGET: 2024-2025

### Individuale
- Capocannoniere della Coppa Libertadores: 2

2016 (4 reti, a pari merito con  Manuela González), 2017 (4 reti, a pari merito con 5 giocatrici)